# Caldas (Antioquia)
Caldas  es un municipio de Colombia, que está ubicado en el área metropolitana del Valle de Aburrá, en el departamento de Antioquia. Limita por el norte con los municipios de La Estrella, Sabaneta y Envigado, por el este con el municipio de El Retiro, por el sur con los municipios de Santa Bárbara y Fredonia, y por el oeste con los municipios de Amagá y Angelópolis.

## Historia
Sobre el pasado indígena de Caldas es muy poco lo que se conoce. Sin embargo, se sabe que las tierras ocupadas por los indígenas reducidos en el Pueblo de Indios de Nuestra Señora de Chiquinquirá de La Estrella, hacia 1685, llegaban hasta “los potreros de Bitecua”, cerca al “ancón de los Sinifanaes”, en los límites de Caldas con Fredonia. Pero fue en 1541 que Jerónimo Luis Tejelo, bajo las órdenes del Capitán Jorge Robledo, partió desde Murgia —actual municipio de Heliconia—, para encontrar el Valle de Aburrá. Tejelo cruzó por Amagá —territorio este último conocido como el Valle de las Peras, dada la gran cantidad de aguacates que los exploradores españoles, procedentes del occidente colombiano, encontraron allí— y cerca también de los terrenos donde hoy se ubica Caldas. Para ese entonces, cuando se iniciaban las primeras exploraciones españolas en el actual territorio antioqueño, Caldas hacia parte de la provincia de Zanufaná, conformada, además, por los actuales municipios de Venecia, Titiribí y Amagá; dicha provincia compartía rasgos culturales con las de Poblanco y Arma, descritas todas en detalle, en las relaciones de Juan Baptista Sardella y Jorge Robledo.
Ya hacia 1787, en plena época de la Colonia, se hacía referencia al Sitio de La Miel, uno de los nombres de más vieja data que tenían los terrenos donde hoy se ubica el municipio de Caldas; su cercanía con el Pueblo de Indios de Nuestra Señora de Chiquinquirá de La Estrella, da pie para afirmar que hacía parte de la jurisdicción de dicho pueblo o, al menos, sus habitantes tenían relación comercial y cultural con los pobladores del Sitio. Según datos del Censo General que se levantó para conocer las cabezas de familia que conformaban los diferentes partidos, que componían lo que más tarde sería Antioquia, en este Sitio de La Miel habitaban descendientes de indígenas, algunos blancos pobres, mestizos y mulatos.
Durante el siglo XIX Caldas continuaba bajo la jurisdicción de La Estrella. Hacia 1840 Don Roque Mejía, dueño de las tierras, resolvió ceder a título gratuito los terrenos para plaza y calles en un paraje comprendido entre el río Medellín y la quebrada La Valeria. Algunos de sus primeros pobladores fueron: Juan Pablo, José María, Pedro María y Agapito Correa; Isidoro, Rafael, Juan Bautista, Alejandro, Abelardo y Salvador Ángel; Silvestre, Agapito y Balvín Vélez. El trazado de las calles se confió a los hermanos Pedro Antonio y Nicanor Restrepo y el nuevo caserío cargó con el nombre de la quebrada que por allí cruzaba: La Valeria.

En 1844 ese pequeño poblado dependía de La Estrella y fue elevado a la categoría de fracción. El 15 de septiembre de 1848 los moradores del lugar elevaron una solicitud a la Cámara Provincial de Antioquia, reunida entonces, pidiendo el levantamiento del distrito. Cinco días después se cumplían sus deseos pues el 20 de ese mes el cuerpo legislativo de la Provincia expidió la "Ordenanza 1ª. creando un distrito parroquial. Dicen así los primeros artículos: "Artículo Primero: Se crea un distrito parroquial en el paraje denominado La Valeria en el Cantón de Medellín. 

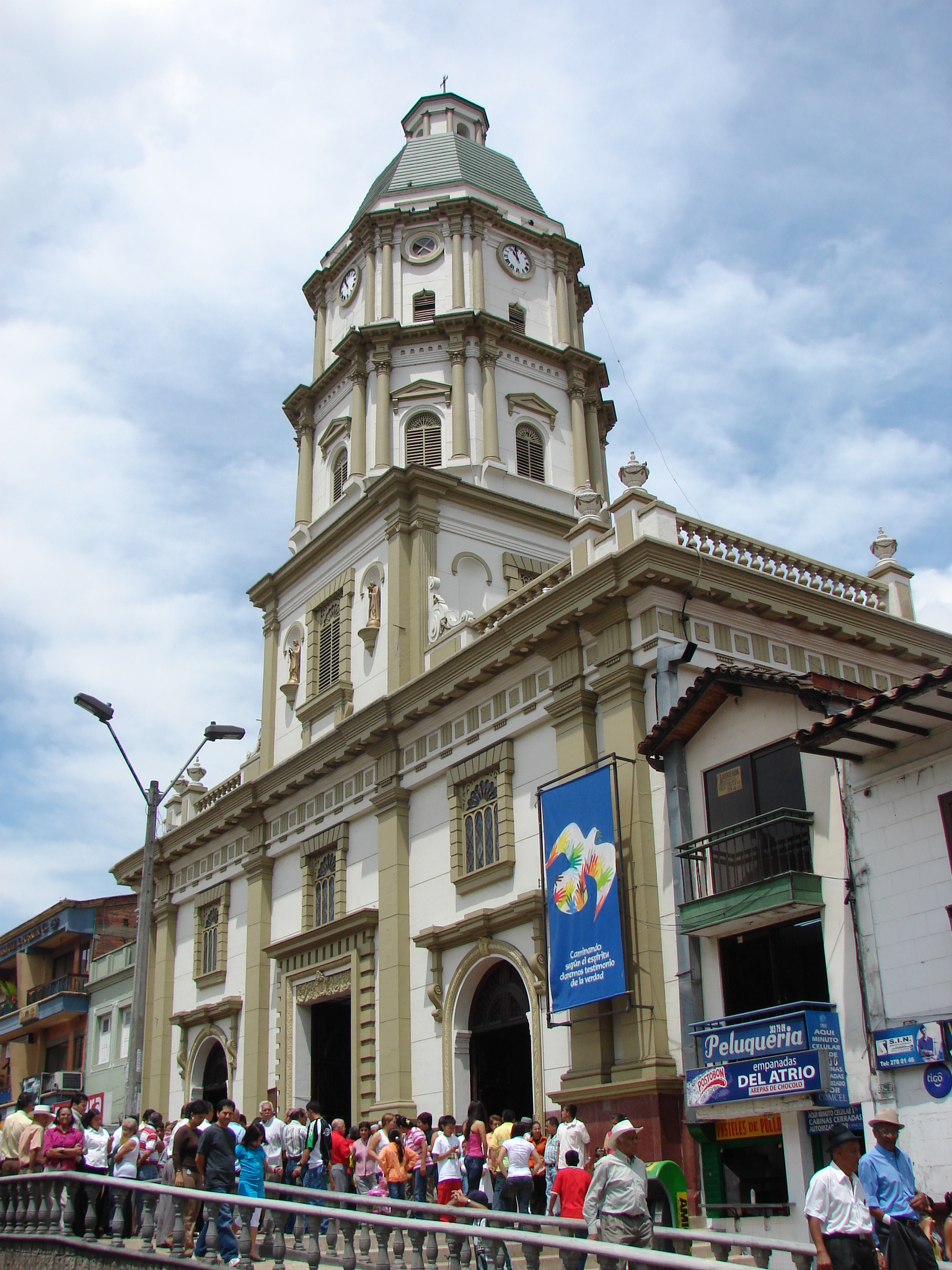
Catedral de Nuestra Señora de las Mercedes

Artículo Segundo: Este distrito se denominará Caldas, y su cabecera será en el paraje denominado la Valeria". Por el artículo tercero se le fijaron límites y por el cuarto se dispuso que el gobernador organizara el nuevo distrito. Era Presidente de la Cámara Provincial Jorge Gutiérrez de Lara y Secretario Pastor Gallo. La sancionó el gobernador el 22 de septiembre y el 6 de octubre el jefe político del Cantón de Medellín, señor Estanislao Barrientos, nombró como primer alcalde a José María Restrepo (no Jesús María como se ve en algunos libros).
Logrado ya este gran paso de la creación del distrito, todos los esfuerzos se encaminaron a conseguir la erección de la parroquia. En 1849 pidieron al gobernador Gregorio María Urreta tal ascenso. Pero como aún no había iglesia, hubieron de esperar hasta que se levantó una de 30 varas de largo por 15 de ancho, dedicada a Nuestra Señora de la Merced. El 5 de marzo de 1853 el gobernador de la Provincia de Medellín, señor José María Facio Lince dictó el decreto esperado. Por el artículo primero erigió la parroquia; por el segundo se le dieron límites, los mismos del distrito; por el tercero asignó al párroco una renta anual de $ 400 y por el cuarto se dispuso se diera cuenta al Ejecutivo Central (Gaceta Oficial de Medellín, n.º 465 del 16 de mayo de 1853). Por Resolución del 29 de marzo del mismo año el Secretario de Gobierno de la Nueva Granada, señor Patrocinio Cuéllar, impartió su aprobación. Esto en cuanto a la parte civil. 
En la parte eclesiástica correspondió al vicario capitular de Antioquia, sede vacante, Pbro. Lino de Garro, dictar el decreto pertinente. Como era parroquia de nueva creación, correspondía a los vecinos elegir por votación popular su primer cura, según la ley de 27 de marzo de 1851. Fue postulado el Pbro. Carlos Mejía, a la sazón coadjutor en Copacabana, pero como no aceptara, una nueva votación escogió para el cargo al Pbro. José Cosme Zuleta quien vino a ser el primer Cura propio de Caldas.

## Geografía
Caldas se encuentra localizado al sur del Valle de Aburrá, rodeado de colinas y montañas que corresponden al relieve de la cordillera central de los Andes, sus tierras son regadas por numerosas corrientes de aguas entre las que sobresale el Río Aburrá (Conocido hoy como río Medellín), que lo atraviesa de sur a norte.
El municipio se ubica a 22 km de la capital Medellín y a una altitud de 1750 metros sobre el nivel del mar, con una temperatura promedio de 19 °C. Cuenta con una superficie de 133,40. km² de los cuales el 1,85 km² corresponde a la zona urbana y 131,55 km² a la rural. 
El río Medellín es la principal corriente del municipio y en él se vierten sus aguas quebradas como: La Miel, que nace en La Romera; La Valeria, que nace en el alto del Romeral y la quebrada La Clara que nace en el alto de San Miguel y da origen al río Medellín. Como principales alturas se encuentran: Altos de Minas (2650), Marvé y Chamuscado; La Romera (en límites con El Retiro, Envigado y Sabaneta) donde se encuentran los altos de San Miguel, San Antonio, Morro Gil, La Miel y Santa Isabel; La Cuchilla Romeral (en límites con Angelópolis), donde se encuentran los altos de Cardal, La Paja, Malpaso, La Lejía, El Raizal y El Roble.

### Clima
| Parámetros climáticos promedio de Caldas, Antioquia, Colombia                | Parámetros climáticos promedio de Caldas, Antioquia, Colombia | Parámetros climáticos promedio de Caldas, Antioquia, Colombia | Parámetros climáticos promedio de Caldas, Antioquia, Colombia | Parámetros climáticos promedio de Caldas, Antioquia, Colombia | Parámetros climáticos promedio de Caldas, Antioquia, Colombia | Parámetros climáticos promedio de Caldas, Antioquia, Colombia | Parámetros climáticos promedio de Caldas, Antioquia, Colombia | Parámetros climáticos promedio de Caldas, Antioquia, Colombia | Parámetros climáticos promedio de Caldas, Antioquia, Colombia | Parámetros climáticos promedio de Caldas, Antioquia, Colombia | Parámetros climáticos promedio de Caldas, Antioquia, Colombia | Parámetros climáticos promedio de Caldas, Antioquia, Colombia | Parámetros climáticos promedio de Caldas, Antioquia, Colombia |
| Mes                                                                          | Ene.                                                          | Feb.                                                          | Mar.                                                          | Abr.                                                          | May.                                                          | Jun.                                                          | Jul.                                                          | Ago.                                                          | Sep.                                                          | Oct.                                                          | Nov.                                                          | Dic.                                                          | Anual                                                         |
| ---------------------------------------------------------------------------- | ------------------------------------------------------------- | ------------------------------------------------------------- | ------------------------------------------------------------- | ------------------------------------------------------------- | ------------------------------------------------------------- | ------------------------------------------------------------- | ------------------------------------------------------------- | ------------------------------------------------------------- | ------------------------------------------------------------- | ------------------------------------------------------------- | ------------------------------------------------------------- | ------------------------------------------------------------- | ------------------------------------------------------------- |
| Temp. máx. abs. (°C)                                                         | 30.2                                                          | 29.6                                                          | 30.0                                                          | 29.8                                                          | 27.2                                                          | 27.4                                                          | 36.3                                                          | 29.0                                                          | 28.4                                                          | 28.6                                                          | 28.2                                                          | 29.8                                                          | 36.3                                                          |
| Temp. máx. media (°C)                                                        | 23.3                                                          | 23.5                                                          | 23.5                                                          | 23.2                                                          | 23.0                                                          | 23.2                                                          | 23.6                                                          | 23.5                                                          | 22.9                                                          | 22.8                                                          | 22.3                                                          | 22.8                                                          | 23.1                                                          |
| Temp. media (°C)                                                             | 18.6                                                          | 18.7                                                          | 18.5                                                          | 18.4                                                          | 18.2                                                          | 18.5                                                          | 18.7                                                          | 18.7                                                          | 18.2                                                          | 18.3                                                          | 18.0                                                          | 18.6                                                          | 18.5                                                          |
| Temp. mín. media (°C)                                                        | 12.6                                                          | 12.6                                                          | 12.7                                                          | 13.1                                                          | 13.3                                                          | 13.0                                                          | 12.6                                                          | 12.9                                                          | 12.8                                                          | 12.9                                                          | 12.9                                                          | 13.1                                                          | 12.9                                                          |
| Temp. mín. abs. (°C)                                                         | 7.4                                                           | 7.8                                                           | 7.8                                                           | 9.4                                                           | 9.4                                                           | 9.8                                                           | 9.0                                                           | 9.4                                                           | 9.2                                                           | 9.8                                                           | 9.2                                                           | 9.2                                                           | 7.4                                                           |
| Lluvias (mm)                                                                 | 114                                                           | 108                                                           | 175                                                           | 250                                                           | 306                                                           | 262                                                           | 173                                                           | 199                                                           | 261                                                           | 304                                                           | 220                                                           | 151                                                           | 2523                                                          |
| Días de lluvias (≥ )                                                         | 13                                                            | 13                                                            | 17                                                            | 22                                                            | 23                                                            | 19                                                            | 16                                                            | 19                                                            | 22                                                            | 24                                                            | 22                                                            | 16                                                            | 226                                                           |
| Horas de sol                                                                 | 147                                                           | 123                                                           | 119                                                           | 87                                                            | 101                                                           | 125                                                           | 160                                                           | 152                                                           | 113                                                           | 104                                                           | 106                                                           | 133                                                           | 1470                                                          |
| Humedad relativa (%)                                                         | 82                                                            | 82                                                            | 82                                                            | 84                                                            | 85                                                            | 83                                                            | 80                                                            | 79                                                            | 81                                                            | 82                                                            | 83                                                            | 83                                                            | 82.2                                                          |
| Fuente: Instituto de Hidrología, Meteorología y Estudios Ambientales (IDEAM) |                                                               |                                                               |                                                               |                                                               |                                                               |                                                               |                                                               |                                                               |                                                               |                                                               |                                                               |                                                               |                                                               |

## Demografía
De acuerdo con las cifras presentadas por el DANE del censo 2005, Caldas cuenta actualmente con una población de 83.215 habitantes, siendo esta la cuarta aglomeración urbana del área metropolitana del Valle de Aburrá que suma un total de 3.312.165 de personas. El municipio cuenta con una densidad poblacional de aproximadamente 155 habitantes por kilómetro cuadrado. El 48.5 % de la población son hombres y el 51,5 % mujeres. La ciudad cuenta con una tasa de analfabetismo del 5.8% en la población mayor de 5 años de edad.
Los servicios públicos tienen una alta cobertura, ya que un 99,7% de las viviendas cuenta con servicio de energía eléctrica, mientras que un 94,5% tiene servicio de acueducto y un 87,4% de comunicación telefónica.

### Etnografía
Según las cifras presentadas por el DANE del censo 2005, la composición etnográfica del municipio es: 
- Mestizos & Blancos (97.9%)
- Afrocolombianos (2.0%)
- Indígena (0.1%)

## División Política-Administrativa
Su Cabecera municipal está conformado por 32 barrios:
| Barrios | Barrios | Barrios |
| --- | --- | --- |
| - Barrios Unidos - La Pradera - Aburrá Sur - Barrio Nuevo - Los Cerezos - Cristo Rey - Olaya Herrera - La Docena - La Inmaculada - Felipe Echavarría n.º 1 - Felipe Echavarría n.º 2 | - La Chuscala - El Minuto - La Planta - Las Margaritas - La Acuarela o La Rivera - Zona Centro - Andalucía - La Goretti - El Socorro - Juan XXIII - Villa Capri | - La Buena Esperanza - Fundadores - Centenario - Mandalay - La Playita - La aguacatala - Bellavista - El Porvenir - Primavera - La Locería |

Caldas tiene bajo su jurisdicción los siguientes Centros poblados:
- El Cano
- El Raizal
- La Aguacatala
- La Chuscala
- La Clara
- La Corrala
- La Miel
- La Raya
- La Valeria

### Veredas
Además, el municipio está compuesto con las siguientes veredas:
Cardalito, La Quiebra, La Salada Parte Alta, La Salada Parte baja, Maní del Cardal, Potrerillo, La Primavera, Salinas, El 60, Sinifaná.

## Estructura político-administrativa
El Municipio de Caldas está regido por un sistema democrático basado en los procesos de descentralización administrativa generados a partir de la proclamación de la Constitución Política de Colombia de 1991.
A la ciudad la gobierna un alcalde (poder ejecutivo) y un Concejo Municipal (poder legislativo).
El Alcalde de Caldas es el jefe de Gobierno y de la administración municipal, representando legal, judicial y extrajudicialmente al municipio. Es un cargo elegido por voto popular para un periodo de cuatro años, que en la actualidad es ejercido por Jorge Mario Rendón Vélez.
Entre sus funciones principales está la administración de los recursos propios de la municipalidad, el bienestar y los intereses de sus conciudadanos y representarlos ante el Gobierno Nacional, además de impulsar políticas locales para mejorar su calidad de vida, tales como programas de salud, vivienda, educación e infraestructura vial y mantener el orden público.
El Concejo de Caldas es una Corporación pública de elección popular, compuesta por 15 ediles de diferentes tendencias políticas, elegidos democráticamente para un período de cuatro años. El concejo es la entidad legislativa del municipio emite acuerdos de obligatorio cumplimiento en su jurisdicción territorial. Entre sus funciones está aprobar los proyectos del alcalde, dictar las normas orgánicas del presupuesto y expedir anualmente el presupuesto de rentas y gastos.
Para administrar el municipio, la Alcaldía cuenta con 10 secretarías.
| - Secretaría General - Secretaría de Seguridad y Convivencia - Secretaría de Tránsito y Transporte - Secretaría de Desarrollo y Gestión Social - Secretaría de Educación - Secretaría de Salud - Secretaría de Hacienda - Secretaría de Planeación - Secretaría de la Mujer y la Familia - Secretaría de Infraestructura Física - Secretaría de Servicios Administrativos - Oficina de Control Interno - Instituto de Deportes y Recreación de Caldas, INDEC - Casa de la Cultura - Empresa de Servicios Públicos Río Aburrá S.A.S E.S.P. |

### Área metropolitana
El área metropolitana del Valle de Aburrá es una entidad político administrativa que se asienta a todo lo largo del Valle de Aburrá a una altitud promedio de 1.538 m s. n. m.. 
El Área está compuesta por 10 municipios, y está atravesada de sur a norte por el río Medellín el cual, naciendo al sur de la misma en el municipio de Caldas, ya en el norte, luego del municipio de Barbosa, es una de las fuentes formadoras del Río Porce.
Fue la primera área metropolitana creada en Colombia en 1980, y es la segunda área metropolitana en población en el país después del Distrito Capital de Bogotá. La población total, que suma la población urbana y rural de las diez ciudades es de 3.312.165 habitantes.
La principal zona urbana del área metropolitana del Valle de Aburrá se encuentra en el centro del Valle y está conformada por las cuatro ciudades más grandes por número de habitantes: Medellín, Bello, Itagüí y Envigado.

## Economía
La economía del municipio se vio beneficiado en sus comienzos por el comercio que llegaba hacia el sur desde Medellín, pues era un paso obligado de los viajeros. Con el tiempo, los quehaceres se fueron diversificando, y actualmente la industria ocupa un gran renglón en la economía local. 
Cabe destacar la industria de la locería, la madera y la mecánica.
En la localidad también existe un pequeño número de plantaciones de plátano y yuca.
La economía local se verá beneficiada con la construcción de la zona franca Zofiva.

## Medios de comunicación
En el Municipio de Caldas están disponibles prácticamente todos los servicios posibles de telecomunicaciones, desde teléfonos públicos, pasando por redes de telefonía móvil, redes inalámbricas de banda ancha, centros de navegación o cibercafés, comunicación IP, etc.
La principal empresa en este sector es UNE Telecomunicaciones, (bajo su marca UNE), recientemente separada de su casa matriz Empresas Públicas de Medellín (EPM).
Hay tres operadores de telefonía móvil todos con cobertura nacional y con tecnología GSM, Claro Colombia (de América Móvil) Banda: 850MHz; Movistar (de Telefónica) Banda: 850MHz, y Tigo (de la ETB, EPM Telecomunicaciones y Millicom International de Luxemburgo) Banda: 1900MHz NGN.
El municipio cuenta con varios canales de televisión de señal abierta, los 3 canales locales Telemedellín, Canal U y Televida, (los cuales cubren el Valle de Aburrá), un canal regional Teleantioquia, y los cinco canales nacionales: los 2 privados Caracol y RCN, y los 3 públicos Canal Uno, Señal Institucional y Señal Colombia. Las empresas de televisión por suscripción ofrecen canales propios, como es el caso de UNE y Claro Colombia. 
La localidad cuenta con una gran variedad de emisoras en AM y FM, tanto de cobertura local como nacional, de las cuales la mayoría son manejadas por Caracol Radio o RCN Radio, aunque hay otras emisoras independientes de gran sintonía, como Todelar y Super. 
En Caldas y en el resto de Antioquia circulan dos importantes diarios: El Colombiano y El Mundo, ambos con una larga trayectoria en el ámbito regional. También circula el periódico El Tiempo de tiraje nacional.

## Sitios de interés
- Ecoparque Alto de San Miguel
- Catedral de Nuestra Señora de las Mercedes
- Capilla Nuestra Señora de la Inmaculada Concepción
- Alto de Minas
- Cerro Alto de la Cruz
- Museo de Arte Religioso
- Parque Principal Santander
- Parque Olaya Herrera (Locería Colombiana)
- Parque de Bellavista
- Paseo del Río (Nacimiento del río Medellín)
- Capilla La Transfiguración del Señor
- Iglesia San José de la Montaña
- Alto de Nicanor
- Alto de La Miel
- Vereda La Valeria

## Educación
El municipio cuenta con 12 establecimientos educativos en el área urbana del municipio y una universidad de carácter privado, la Corporación Universitaria Lasallista.

## Transporte público
- Buses. Existe en la localidad un sistema privado de buses urbanos que atiende todos los sectores del municipio mediante rutas circulares, urbanas (con destino a diversos barrios de Caldas) y veredales, e igualmente se cuenta con rutas que comunican a Caldas y a Medellín. Adicionalmente, está el “Sistema Integrado de Transporte” el cual consta de buses que comunica a la última estación del Metro de Medellín (La Estrella) con el municipio. Cuenta además con una parada en la vía Variante en la parte trasera del Estadio Luis Fernando Montoya, por la cual pasan buses intermunicipales con destino al Suroeste Antioqueño. También se ubica cerca al parque Principal Santander una terminal de buses que comunican directamente al municipio de Caldas con Amagá, y en el parque Olaya Herrera (Locería) se localizan buses y minivans con destino al municipio de Angelópolis.

- Taxis. Hay numerosas empresas de taxis que cubren toda el área metropolitana, y entre ellas hay algunas con servicios bilingües en inglés. El servicio de pedido de taxi por teléfono es el más usual y seguro. Algunas empresas prestan servicios intermunicipales. Es usual además el servicio de taxi colectivo; algunos de estos colectivos pueden ser cómodos y rápidos, aunque suelen estar supeditados al cupo completo.

## Gastronomía
- Gozan de fama las obleas con arequipe que venden en Caldas, así como los productos lácteos
- Todo tipo de cocina antioqueña, que podrás encontrar en las distintas zonas de Caldas; la zona recreativa y gastronómica más importante del municipio es "la 49" (carrera 49).

## Fiestas
- Fiestas del Aguacero. Esta es la fiesta o celebración más reconocida del municipio. Estas fiestas se celebran aproximadamente la segunda semana de octubre; el motivo es simple: Caldas posee un pseudónimo, "Cielo roto", es decir, este municipio goza de lluvias abundantes durante todo el año, y es en octubre, cuando después de estar 3 días sin llover (aproximadamente, debido a la difícil tarea logística, que con lleva la organización de una fiesta popular, la alcaldía de Caldas, decidió, en el año 1997, poner una fecha firme a esta fiestas , que es el día 13 de octubre) celebra la fiesta.
- Juegos Recreativos Tradicionales de la calle, en junio.
- Fiestas patronales de Nuestra Señora de las Mercedes, en septiembre.
- Fiestas parroquiales de nuestra señora de la inmaculada concepción en la capilla del mismo nombre en el mes de noviembre.
- Semana de la Cultura en el mes de octubre u noviembre.

## Deportes
Dentro de los escenarios deportivos en el municipio, se encuentra el Estadio Luis Fernando Montoya.
También se encuentran las chanchas de los barrios Felipe Echavarria #1 y #2, la cancha de Bellavista, el Revenidero, La Corrala y La Miel además la nueva cancha de fútbol de La Locería, cuya primera fase fue inaugurada en 2019.[cita requerida]
En el municipio cuenta además con diversos senderos para la práctica de deportes extremos, balsismo en el río de la vereda La Miel, además de abundantes gimnasios al aire libre en todo el municipio.